# Obertrubach
Obertrubach – miejscowość i gmina w Niemczech, w kraju związkowym Bawaria, w rejencji Górna Frankonia, w regionie Oberfranken-West, w powiecie Forchheim. Leży w Szwajcarii Frankońskiej, przy drodze B2.
Gmina leży 19 km na wschód od Forchheimu, 32 km na południowy zachód od Bayreuth i 32 km na północny wschód od Norymbergi.

## Dzielnice
W skład gminy wchodzą następujące dzielnice: 
| - Bärnfels - Dörfles - Galgenberg - Geschwand - Hackermühle - Haselstauden - Herzogwind - Hundsdorf - Linden - Neudorf | - Obertrubach - Reichelsmühle - Schlöttermühle - Sorg - Untertrubach - Wolfsberg - Ziegelmühle |

## Polityka
Wójtem jest Willi Müller. Rada gminy składa się z 14 członków:
|      | CSU | Unia Obywatelska | Lista Aktywnych Obywateli | Wolni Wyborcy | Niezrzeszona Grupa Wyborców | JB | Związek Wiejski Herzogwind | Razem     |
| 2002 | 6   | 2                | 2                         | 1             | 1                           | 1  | 1                          | 14 miejsc |

## Zabytki i atrakcje
- Kościół w dzielnicy Bärnfels
- Kościół pw. Wniebowstąpienia NMP (Maria Himmelfahrt) w dzielnicy Geschwand
- Kościół pw. św. Felicyty (St. Felicitas) w dzielnicy Geschwand
- Kościół pw. św. Wawrzyńca (St. Laurentius)
- ruiny zamku Wolfsberg
- ruiny zamku Bärnfels